# Aglaia (mitologia)
Aglaia ou Aglaiê transliterado do grego (Αγλαιη Αγλαια), significa 'Glória' ou 'esplendor', sendo na mitologia grega, uma das três graças e a deusa da beleza, esplendor, glória e adorno. Simbolizava a inteligência, o poder criativo e a intuição do intelecto.  As Cárites, nome grego das Graças, eram normalmente consideradas filhas de Zeus com Eurínome. Porém, outras versões do mito as colocam como filhas de Zeus com de Hera, e até do deus-sol, Hélio.

## Genealogia familiar
Era filha, como suas irmãs Eufrosina e Tália (as graças), de Zeus e da oceânide Eurínome.
Foi esposa de Hefesto, com quem segundo a tradição órfica teve os seguintes filhos:
- Eucleia (Ευκλεια), deusa da boa reputação e a glória.

- Eufeme (Ευφημη), deusa do correto discurso.

- Eutenia (Ευθηνια), deusa da prosperidade e a plenitude.

- Filofrósine (Φιλοφροσυνη), deusa da amabilidade e da boas-vindas.

## Outros personagens de mesmo nome
- A esposa Cárope e mãe de Nireo (Homero, A Ilíada ii.671; Diodoro Sículo v.53).

- Apolodoro (ii.7§8) menciona outra, sem dar mais detalhes.
- Aglaia (filha de Marinceu).